# UTC+08:45
UTC+8:45 est un fuseau horaire, en avance de 8 heures et 45 minutes sur UTC.

## Zones concernées

### Toute l'année

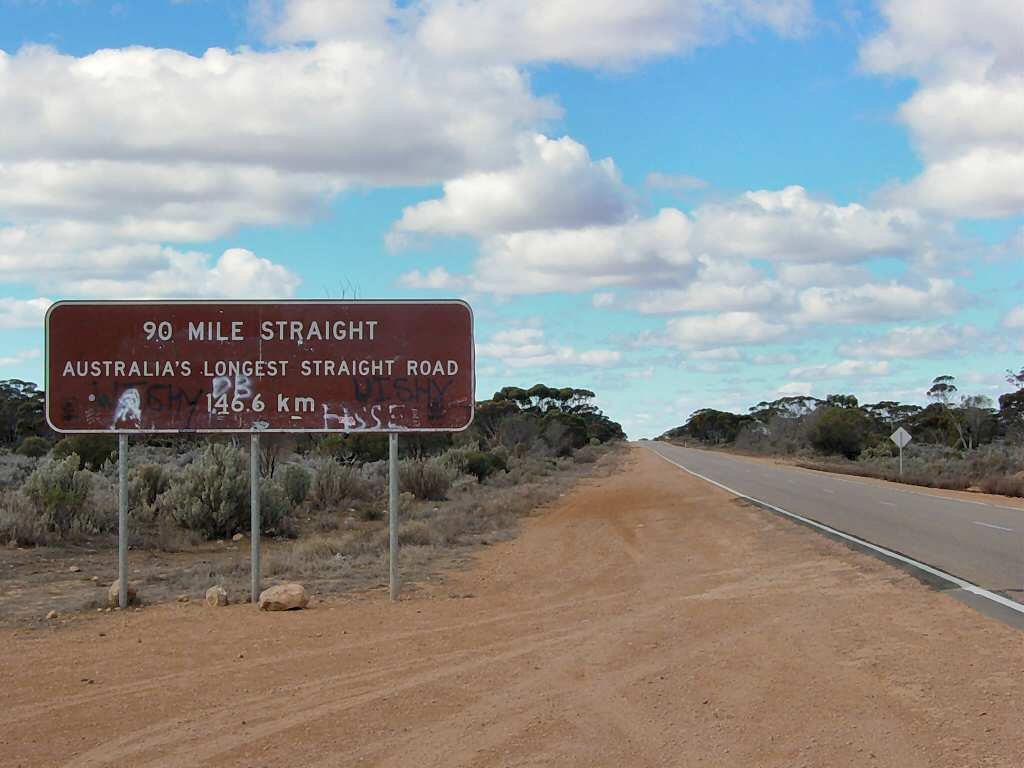
La route Eyre Highway dans la Plaine de Nullarbor.

UTC+08:45 est utilisé toute l'année dans les pays et territoires suivants :
- Australie :  Australie-Occidentale (Bande de terre située le long de l’Eyre Highway au sud de l'Australie-Occidentale, depuis la frontière avec l'Australie-Méridionale à l'est jusqu'à Caiguna à l'ouest).

### Heure d'hiver (hémisphère nord)
Aucune zone n'utilise UTC+08:45 pendant l'heure d'hiver (dans l'hémisphère nord) et UTC+09:45 à l'heure d'été.

### Heure d'hiver (hémisphère sud)
Aucune zone n'utilise UTC+08:45 pendant l'heure d'hiver (dans l'hémisphère sud) et UTC+09:45 à l'heure d'été.

### Heure d'été (hémisphère nord)
Aucune zone n'utilise UTC+08:45 pendant l'heure d'été (dans l'hémisphère nord) et UTC+07:45 à l'heure d'hiver.

### Heure d'été (hémisphère sud)
Aucune zone n'utilise UTC+08:45 pendant l'heure d'été (dans l'hémisphère sud) et UTC+07:45 à l'heure d'hiver.

## Caractéristiques
La zone couvre environ 35 000 km2 (plus que la Belgique) mais ne possède que 200 habitants.
Il ne s'agit pas cependant d'un fuseau horaire officiel : l'Australie-Occidentale utilise UTC+8 et l'Australie-Méridionale UTC+9:30. Il est néanmoins respecté avec attention dans la région.
En Australie, le fuseau horaire est appelé Central Western Time (heure centrale occidentale, abrégé en CWT).